# Strelitsa-Vtoraia
Strelitsa-Vtoraia - Стрелица-Вторая (rus) - és un poble de l'óblast de Bélgorod, a Rússia. El 2016 tenia 238 habitants. Pertany al districte (raion) de Xebékino.